# Verband der kämpfenden Geistlichkeit
Der Verband der kämpfenden Geistlichkeit (persisch مجمع روحانیون مبارز Madschma'-e Rowhāniyūn-e Mobārez, Abkürzung MRM}) ist eine am 16. März 1988 gegründete reformorientierte politische Partei im Iran. Zum Vorsitzenden wurde im August 2010 Ali Akbar Mohtaschami gewählt. 
Weitere gebräuchliche Übersetzungen des Parteinamens sind auch Gesellschaft der kämpfenden Geistlichkeit, Gesellschaft der kämpfenden Kleriker, Liga der kämpfenden Geistlichkeit, Liga der kämpfenden Kleriker oder Verband der kämpfenden Kleriker. Sie ist nicht zu verwechseln mit der Vereinigung der kämpfenden Geistlichkeit, einer klerikal-konservativen Partei.

## Geschichte
Der Verband der kämpfenden Geistlichkeit wurde 1988, nach dem Zerfall der Islamisch-Republikanischen Partei, gegründet. Es handelt sich um eine Abspaltung der Vereinigung der kämpfenden Geistlichkeit, die von mehreren engen Vertrauten des Ajatollah Chomeini gegründet wurde.
Sie war in ihren Anfängen eine eher linkspopulistische Partei und trat für den Export der Islamischen Revolution des Iran in andere Länder sowie das staatliche Monopol über die Wirtschaft ein. Der Einsatz für Demokratie und freie Meinungsäußerung spielte lange Zeit eine geringe Rolle, bis die Partei sich einem Reformkurs zuwandte.
Nach dem Rücktritt von Mehdi Karroubi als Generalsekretär August 2005 hatte die Partei zeitweise keinen Nachfolger, bis mehrere Monate später Mohammed Musavi Choeiniha die Funktion übernahm. Ein hoher Funktionär der Organisation ist Mohammad Chātami, der Vorsitzende des Zentralrates der Partei und ehemalige iranische Präsident.